# Charnècles
Charnècles és un municipi francès situat al departament de la Isèra i a la regió d'Alvèrnia-Roine-Alps. L'any 2007 tenia 1.448 habitants.

## Demografia

### Població
El 2007 la població de fet de Charnècles era de 1.448 persones. Hi havia 513 famílies de les quals 76 eren unipersonals (28 homes vivint sols i 48 dones vivint soles), 163 parelles sense fills, 246 parelles amb fills i 28 famílies monoparentals amb fills.
La població ha evolucionat segons el següent gràfic:
Habitants censats

### Habitatges
El 2007 hi havia 575 habitatges, 528 eren l'habitatge principal de la família, 16 eren segones residències i 31 estaven desocupats. 550 eren cases i 21 eren apartaments. Dels 528 habitatges principals, 460 estaven ocupats pels seus propietaris, 52 estaven llogats i ocupats pels llogaters i 17 estaven cedits a títol gratuït; 9 tenien dues cambres, 25 en tenien tres, 149 en tenien quatre i 345 en tenien cinc o més. 452 habitatges disposaven pel capbaix d'una plaça de pàrquing. A 168 habitatges hi havia un automòbil i a 338 n'hi havia dos o més.

### Piràmide de població
La piràmide de població per edats i sexe el 2009 era:
| Homes | Edats   | Dones |
| ----- | ------- | ----- |
| 0     | 95 o +  | 2     |
| 1     | 90 a 94 | 2     |
| 5     | 85 a 89 | 8     |
| 2     | 80 a 84 | 9     |
| 16    | 75 a 79 | 27    |
| 17    | 70 a 74 | 15    |
| 15    | 65 a 69 | 17    |
| 33    | 60 a 64 | 21    |
| 33    | 55 a 59 | 33    |
| 57    | 50 a 54 | 48    |
| 63    | 45 a 49 | 64    |
| 62    | 40 a 44 | 65    |
| 46    | 35 a 39 | 48    |
| 42    | 30 a 34 | 43    |
| 36    | 25 a 29 | 27    |
| 38    | 20 a 24 | 28    |
| 67    | 15 a 19 | 49    |
| 54    | 10 a 14 | 61    |
| 53    | 5 a 9   | 53    |
| 25    | 0 a 4   | 24    |

## Economia
El 2007 la població en edat de treballar era de 998 persones, 735 eren actives i 263 eren inactives. De les 735 persones actives 696 estaven ocupades (371 homes i 325 dones) i 39 estaven aturades (19 homes i 20 dones). De les 263 persones inactives 102 estaven jubilades, 93 estaven estudiant i 68 estaven classificades com a «altres inactius».

### Ingressos
El 2009 a Charnècles hi havia 535 unitats fiscals que integraven 1.531,5 persones, la mediana anual d'ingressos fiscals per persona era de 21.806 €.

### Activitats econòmiques
Dels 57 establiments que hi havia el 2007, 2 eren d'empreses alimentàries, 5 d'empreses de fabricació d'altres productes industrials, 15 d'empreses de construcció, 9 d'empreses de comerç i reparació d'automòbils, 6 d'empreses de transport, 3 d'empreses d'hostatgeria i restauració, 1 d'una empresa d'informació i comunicació, 1 d'una empresa financera, 5 d'empreses immobiliàries, 3 d'empreses de serveis, 4 d'entitats de l'administració pública i 3 d'empreses classificades com a «altres activitats de serveis».
Dels 19 establiments de servei als particulars que hi havia el 2009, 2 eren tallers de reparació d'automòbils i de material agrícola, 2 paletes, 1 guixaire pintor, 5 fusteries, 2 lampisteries, 3 electricistes, 1 perruqueria, 1 restaurant i 2 agències immobiliàries.
Dels 2 establiments comercials que hi havia el 2009, 1 era una fleca i 1 una carnisseria.
L'any 2000 a Charnècles hi havia 18 explotacions agrícoles que ocupaven un total de 396 hectàrees.

## Equipaments sanitaris i escolars
El 2009 hi havia una escola elemental.

## Poblacions més properes
El següent diagrama mostra les poblacions més properes.